# Gregory Point
Der Gregory Point ist eine Landspitze an der Westküste von Smith Island im Archipel der Südlichen Shetlandinseln. Sie liegt 11 km südwestlich des Kap Smith.
Der Name Cape Gregory ist in Landkarten enthalten, die auf den Arbeiten des britischen Polarreisenden Henry Foster (1796–1831) zwischen 1828 und 1831 basieren. Das UK Antarctic Place-Names Committee entschied sich 1962 nach Auswertung von Luftaufnahmen zu einer Änderung dieser Benennung, um der eigentlichen Natur des geographischen Objekts besser zu entsprechen.